# Control de autoridades
El control de autoridades, en biblioteconomía y en ciencia de la información, es un proceso para organizar y mantener información bibliográfica, por ejemplo en el catálogo de una biblioteca. Cumple dos funciones importantes: primero, que se puedan agregar materiales lógicamente reunidos, aunque estos se presenten de forma diferente; y segundo, que se pueda distinguir entre nombres semejantes o incluso idénticos.

## Definición
El control de autoridades es el conjunto de procesos que crean, unifican y actualizan los puntos de acceso, de los catálogos automatizados y muestra asimismo las relaciones entre los distintos puntos, de una forma normalizada. Su meta es facilitar la búsqueda, identificación y recuperación de los documentos almacenados, evitando confusiones y ahorrando tiempo al usuario. Para asegurar que las obras de una determinada entidad corporativa o personal sean recuperadas siempre que se realice una búsqueda, se deberá determinar el encabezamiento y establecer la forma autorizada de este, siguiendo también las convenciones y recomendaciones internacionales.
Por otra parte, Rocío Acosta cita a Schmierer y define el control de autoridades como la operación que consiste en la determinación de los puntos de acceso y en el registro de las decisiones que se han tomado para su elección, y comprende tres actividades:
- La recopilación, registro y mantenimiento de los datos de autoridad.
- Verificación de dichos datos.
- La utilización de formas establecidas y autorizadas como puntos de acceso en el catálogo de la biblioteca.[1]

## Tareas del control de autoridades
El control de autoridades nos permite realizar el catálogo de la biblioteca, ayudándonos como recurso a recuperar registros bibliográficos tanto a profesionales de la información como a los usuarios, para ello, los profesionales de la información, necesitan establecer una serie de tareas principales:
- Saber diferenciar entre dos puntos de acceso cuando son similares.
- Entablar relaciones de forma jerárquica o asociativa entre todos los puntos de acceso.
- Unificar puntos de acceso que se consideren sinónimos.
- Establecer una relación entre los puntos de acceso que se encuentren admitidos en las reglas de catalogación y los que no lo estén, también llamado referencias de reenvío.

## Metodología
Se deben tener en cuenta varios aspectos a la hora de realizar un control de autoridades:
- Si se va a realizar con carácter retrospectivo sobre todos los fondos de la biblioteca o, por el contrario, el fichero se va a constituir con las entradas que se vayan normalizando.[2]
- Si todas las autoridades del catálogo necesitan ser controladas o se va hacer de manera selectiva. Lo ideal es hacer una selección de autoridades completa pero el tiempo que conlleva esta tarea hace que algunos centros hagan una selección de autoridades basada en los distintos criterios, apellidos más comunes, los compuestos, las iniciales etc.
- Si se va a crear un fichero de autoridades propio o se va a consultar una lista de prestigio reconocido, como las de la Library of Congress, Biblioteca Nacional o cualquier otro.

En principio los ficheros de autoridades los deben crear las bibliotecas, pero es importante el papel de las bibliotecas universitarias y locales para la información sobre autoridades locales y regionales. Estos centros utilizan un sistema mixto basado en establecer sus propias autoridades cuando no están en otros ficheros de autoridad de más alto nivel.
Una vez que un centro ha tomado la decisión de aplicar el control de autoridades a sus registros, hay unas operaciones a realizar:
1. Creación de la autoridad: un punto de acceso referente a un autor, título uniforme o materia, se convierte en una autoridad cuando se contrasta en una lista de autoridades ya establecida y se comprueba que está incluido en ella. Si no está incluido en la lista, deberá crearse e incluirse en la lista de autoridades propia indicando las fuentes que se han consultado para darla por válida. En ambos caso, a partir de este momento la autoridad forma parte del fichero de autoridades de la biblioteca.
2. Establecimiento de las referencias cruzadas entre las autoridades por medio de relaciones que pueden ser de equivalencia, jerárquicas y asociativas. Esta fase se realiza con todos los tipos de autoridades, pero, a diferencia de los nombres de persona, en las entidades no prevalece el criterio de tener que elegir una sola forma para la entidad.
3. Registro de las autoridades y sus referencias en el formato y software elegido.
4. Mantenimiento de la lista de autoridades, mediante el control de altas, modificaciones y bajas. Para que sea efectivo, el sistema debe ser permanentemente verificado y validado, tanto en relación con las autoridades como a las referencias entre ellas. Hay que estar constantemente revisando el fichero para actualizarlo, teniendo en cuenta las formas alternativas del encabezamiento.